# La familia de al lado
La familia de al lado es una telenovela chilena de drama y suspenso creada por José Ignacio Valenzuela. Se estrenó por Televisión Nacional de Chile el 6 de septiembre de 2010 y, finalizó el 7 de marzo de 2011. Protagonizada por Álvaro Rudolphy, Jorge Zabaleta, María Elena Swett y Luz Valdivieso.

## Argumento
Renato Fabres es un próspero hombre de negocios que ha aprendido a moverse con gran inteligencia y éxito en el mundo empresarial. Su nombre es sinónimo de poder. Con Eva, su mujer, ha criado a Ignacia, Carola y Benjamín, sus tres hijos.
Javier Ruiz–Tagle y Pilar Echeñique, por su parte, son los vecinos de los perfeccionistas. Estudiaron, se graduaron con honores, se casaron, tuvieron dos hijos maravillosos y ahora creen que tienen la familia perfecta. Ambas familias son vecinas y nunca tuvieron problemas hasta la llegada de Gonzalo Ibáñez, quien cambiará sus vidas para siempre. 
Cuando Ignacia conoció a Ibáñez, rápidamente se enamoran y deciden casarse. Los conflictos comienzan cuando descubre que Hugo, el primer marido de Ignacia, murió en circunstancias misteriosas. Gonzalo pronto descubrirá que la familia Fabres no es lo que parece.

## Reparto

### Principales
- Álvaro Rudolphy como Gonzalo Ibáñez
- María Elena Swett como Pilar Echenique[5]
- Jorge Zabaleta como Javier Ruiz-Tagle
- Luz Valdivieso como Ignacia Fabres
- Cristián Arriagada como Leonardo Acosta / Hugo Acosta[6]
- Francisca Lewin como Carolina Fabres[7]
- Coca Guazzini como Eva Spencer
- Jaime Vadell como Renato Fabres
- Maricarmen Arrigorriaga como Yolanda Sanhueza
- Claudio Arredondo como Nibaldo González
- Antonia Santa María como Hilda González
- Pablo Díaz como Benjamín Fabres
- María José Illanes como Rebeca Echenique[8]
- Karen Araya como Karen Ortega
- Constanza Piccoli como Andrea Ruiz-Tagle
- Giovanni Carella como Diego Ruiz-Tagle

### Recurrentes e invitados especiales
- Ana Reeves como Mabel Vergara
- Luis Alarcón como Igor Mora
- Iñigo Urrutia como Matías Santa María

## Recepción
En su estreno el 6 de septiembre, La familia de al lado alcanzó el primer lugar de audiencias un promedio de 26 puntos de rating y un peak de 28 puntos; dejando en segundo lugar a Primera Dama, la telenovela de Canal 13 en el mismo horario, que obtuvo a 12 puntos. Durante su periodo de emisión fue la telenovela más vista de su horario, con un promedio general de 14,7 puntos.

## Banda sonora
| Intérprete       | Tema              | Personaje(s)     | Actor(es)                           |
| ---------------- | ----------------- | ---------------- | ----------------------------------- |
| Camila           | Aléjate de mi     | Gonzalo y Pilar  | Álvaro Rudolphy y María Elena Swett |
| Enrique Iglesias | Cuando me enamoro | Benjamin e Hilda | Pablo Díaz y Antonia Santa María    |

## Emisión internacional
- Estados Unidos: Pasiones TV.
- Grecia: NET.
- Israel: Viva Platina.

## Versiones
- La casa de al lado: Producción de Telemundo, también escrita por José Ignacio Valenzuela, que fue emitida en Estados Unidos desde el 31 de mayo de 2011 hasta el 23 de enero de 2012. Fue protagonizada por Maritza Rodríguez y Gabriel Porras.[11]